# Kociołki (Białoruś)
Kociołki (błr. Кацёлкі, Kaciołki; ros. Котелки, Kotiełki) – wieś na Białorusi, w obwodzie brzeskim, w rejonie prużańskim, w sielsowiecie Szenie. W 2005 roku liczyła 249 mieszkańców.
Wieś znajduje się 7 kilometrów na południowy zachód od Prużany. 1 km na północny wschód od wsi znajduje się skupisko kurhanów pochodzące z wieków XI-XIII.
Wieś królewska ekonomii kobryńskiej położona była w końcu XVIII wieku powiecie brzeskolitewskim województwa brzeskolitewskiego. 
W II Rzeczypospolitej miejscowość należała początkowo do gminy wiejskiej Szenie. 22 stycznia 1926 roku gminę Szenie zniesiono, a wieś Kociołki została włączona do gminy wiejskiej Szereszów w powiecie prużańskim, w województwie poleskim. W 1921 roku wieś liczyła 419 mieszkańców (220 kobiet i 199 mężczyzn) i znajdowało się w niej 116 budynków mieszkalnych. 411 osób deklarowało narodowość białoruską, 7 – żydowską, 1 – polską. 411 osób deklarowało przynależność do wyznania prawosławnego, 7 – do mojżeszowego, 1 – do rzymskokatolickiego.